# Myrcia clarensis
Myrcia clarensis là một loài thực vật có hoa trong Họ Đào kim nương. Loài này được Britton & P.Wilson mô tả khoa học đầu tiên năm 1920.